# ملتويات (فصيلة)
الملتويات (بالإنجليزية: Spirochaetaceae)‏ هي فصيلة من البكتيريا الملتوية. بعض أنواع هذه الفصيلة تُعرف بإحداثها مرض الزهري، داء لايم، الحمى الراجعة وأمراض أُخرى.